# Campeonato Brasileiro de Futebol de 1990 - Série C
O Campeonato Brasileiro Série C de 1990, originalmente denominado Terceira Divisão pela CBF, foi a terceira edição dessa competição. O torneio foi disputada por 30 equipes e o campeão foi o Atlético Goianiense. 
Alguns dos participantes foram definidos por meio de um torneio seletivo. A competição marcou também a primeira participação do Paraná em uma competição nacional, após a fusão de Colorado e Pinheiros.

## Classificação
| Tabela de classificação | Tabela de classificação | Tabela de classificação | Tabela de classificação | Tabela de classificação | Tabela de classificação | Tabela de classificação | Tabela de classificação | Tabela de classificação | Tabela de classificação |
| C.                      | Time                    | PG                      | J                       | V                       | E                       | D                       | GP                      | GC                      | SG                      |
| ----------------------- | ----------------------- | ----------------------- | ----------------------- | ----------------------- | ----------------------- | ----------------------- | ----------------------- | ----------------------- | ----------------------- |
| 1                       | Atlético Goianiense     | 16                      | 10                      | 7                       | 2                       | 1                       | 23                      | 6                       | +17                     |
| 2                       | América Mineiro         | 13                      | 10                      | 4                       | 5                       | 1                       | 9                       | 3                       | +6                      |
| 3                       | Paraná                  | 10                      | 8                       | 3                       | 4                       | 1                       | 10                      | 4                       | +6                      |
| 4                       | América de Natal        | 10                      | 8                       | 4                       | 2                       | 2                       | 10                      | 10                      | 0                       |
| 5                       | Paysandu                | 9                       | 6                       | 4                       | 1                       | 1                       | 7                       | 5                       | +2                      |
| 6                       | Gama                    | 8                       | 6                       | 4                       | 0                       | 2                       | 4                       | 5                       | -1                      |
| 7                       | Bangu                   | 7                       | 6                       | 1                       | 5                       | 0                       | 4                       | 1                       | +3                      |
| 8                       | Fortaleza               | 7                       | 6                       | 2                       | 3                       | 1                       | 5                       | 3                       | +2                      |
| 9                       | Colatina                | 5                       | 4                       | 1                       | 3                       | 0                       | 4                       | 2                       | +2                      |
| 10                      | Noroeste                | 5                       | 4                       | 2                       | 1                       | 1                       | 6                       | 5                       | +1                      |
| 11                      | Estudantes              | 5                       | 4                       | 2                       | 1                       | 1                       | 4                       | 3                       | +1                      |
| 12                      | Maranhão                | 4                       | 4                       | 1                       | 2                       | 1                       | 5                       | 3                       | +2                      |
| 13                      | Vila Nova               | 4                       | 4                       | 2                       | 0                       | 2                       | 6                       | 6                       | 0                       |
| 14                      | Esportivo de Passos     | 4                       | 4                       | 1                       | 2                       | 1                       | 5                       | 5                       | 0                       |
| 15                      | CSA                     | 4                       | 4                       | 1                       | 2                       | 1                       | 4                       | 4                       | 0                       |
| 16                      | Ponte Preta             | 4                       | 4                       | 1                       | 2                       | 1                       | 3                       | 3                       | 0                       |
| 17                      | América-RJ              | 4                       | 4                       | 2                       | 0                       | 2                       | 4                       | 5                       | -1                      |
| 18                      | Caxias                  | 4                       | 4                       | 2                       | 0                       | 2                       | 5                       | 7                       | -2                      |
| 19                      | Fluminense de Feira     | 3                       | 4                       | 1                       | 1                       | 2                       | 3                       | 4                       | -1                      |
| 20                      | Mogi Mirim              | 3                       | 4                       | 1                       | 1                       | 2                       | 2                       | 3                       | -1                      |
| 21                      | Tiradentes-PI           | 3                       | 4                       | 1                       | 1                       | 2                       | 4                       | 6                       | -2                      |
| 22                      | União Bandeirante       | 3                       | 4                       | 1                       | 1                       | 2                       | 3                       | 5                       | -2                      |
| 23                      | Campo Grande            | 3                       | 4                       | 1                       | 1                       | 2                       | 2                       | 5                       | -3                      |
| 24                      | América-PE              | 2                       | 4                       | 0                       | 2                       | 2                       | 0                       | 2                       | -2                      |
| 25                      | Campinense              | 2                       | 4                       | 0                       | 2                       | 2                       | 2                       | 5                       | -3                      |
| 26                      | União Rondonópolis      | 2                       | 4                       | 1                       | 0                       | 3                       | 2                       | 5                       | -3                      |
| 27                      | América-SP              | 2                       | 4                       | 1                       | 0                       | 3                       | 1                       | 4                       | -3                      |
| 28                      | Lagarto                 | 2                       | 4                       | 0                       | 2                       | 2                       | 1                       | 4                       | -3                      |
| 29                      | Nacional-AM             | 0                       | 4                       | 0                       | 0                       | 4                       | 2                       | 9                       | -7                      |
| 30                      | Ubiratan                | 0                       | 4                       | 0                       | 0                       | 4                       | 2                       | 10                      | -8                      |

| PG – Pontos ganhos; J – Jogos disputados; V - Vitórias; E - Empates; D - Derrotas; GP – Gols pró; GC – Gols contra; SG – Saldo de gols |

Critérios de Desempate: 1 - Confronto Direto (entre duas equipes); 2 - Melhor Saldo de Gols; 3 - Maior Número de Gols a Favor; e, 4-Sorteio
Classificação
|  |                                 |
|  | Campeão                         |
|  | Vice-campeão                    |
|  | Eliminados na Semi-Final        |
|  | Eliminados nas Quartas-de-Final |
|  | Eliminados na Primeira Fase     |

## Campeão
| Campeão Brasileiro de 1990 (Série C)  |
| Goiás                                 |
| ------------------------------------- |
| Atlético Clube Goianiense (1º título) |